# Asterix und die Normannen
Asterix und die Normannen (französischer Originaltitel: Astérix et les Normands) ist der neunte Band der Asterix-Reihe. Die Zeichnungen stammen von Albert Uderzo, der Text von René Goscinny. In diesem Abenteuer sehen sich die Helden Asterix und Obelix einer Invasion von Normannen (Wikingern) gegenüber, die nach Gallien gekommen sind, um das Geheimnis der Angst zu erkunden. Der Comic diente als Vorlage für den 2006 erschienenen Zeichentrick-Film Asterix und die Wikinger und für den 2012 veröffentlichten Realfilm Asterix & Obelix – Im Auftrag ihrer Majestät, in dem auch Elemente aus Asterix bei den Briten vorkommen.

## Handlung
Majestix, der Häuptling des kleinen gallischen Dorfes, in dem die Helden der Asterix-Geschichten leben, erhält einen Brief von seinem Bruder Ozeanix aus Lutetia (Paris). Dieser möchte seinen Sohn Grautvornix zur Abhärtung in das Dorf schicken. Kaum hat Majestix die Botschaft gelesen, als Grautvornix bereits in einem Sportwagen aus Mediolanum (Mailand) auftaucht. Schon bei diesem ersten Auftritt gibt er sich großmäulig und hochnäsig. Asterix versucht ihn dennoch zunächst für die Dorfbewohner zu gewinnen, indem er ihm zu Ehren einen Ball veranstaltet, der aber dazu führt, dass Grautvornix den Beteiligten eine Einführung in die Beatmusik gibt. Dadurch wiederum fühlt sich der Barde Troubadix zum Singen angeregt, wodurch das Fest jäh beendet wird, wovon Grautvornix sich jedoch begeistert zeigt und meint, dass er in Lutetia damit Erfolg hätte.
Nun beginnt ein zweiter Handlungsstrang: Hoch im Norden leben die Normannen, die bekanntlich keine Angst kennen und deshalb den Schluckauf nicht heilen können. Mit diesem Zustand ist der Häuptling Olaf Maulaf unzufrieden, denn er interpretiert das Sprichwort Angst verleiht Flügel dahin, dass geängstigte Menschen tatsächlich fliegen können wie Vögel. Diese Fähigkeit wünscht er sich auch für sein Volk. So startet eine Expedition nach Gallien, um das Fürchten zu erlernen. Das Schiff der Normannen erscheint am Horizont, als Asterix und Obelix gerade mit Grautvornix am Strand sind. Dieser reagiert panisch, während die Dorfbewohner ungerührt bleiben. Das Eingeständnis seiner Angst wird von einem normannischen Späher namens Dompfaf mitgehört, woraufhin die Normannen beschließen, genau diesen „Weltmeister“ im Angsthaben für ihre Zwecke zu gebrauchen. Als Grautvornix bei Majestix seine vorzeitige Heimreise durchgesetzt hat, schenkt ihm Obelix zum Andenken einen Hinkelstein. Prompt geht sein Wagen unter dieser Last zu Bruch und die Normannen können ihn gefangen nehmen.
Wenig später finden Asterix und Obelix den verlassenen Wagen im Wald und melden ihre Beobachtung Majestix. Dieser schickt sie ins Normannenlager, wo es zum Kampf kommt. Die Normannen verfügen zwar über keinen Zaubertrank, stärken sich jedoch mit ihrem Nationalgetränk Calva und sind dadurch recht widerstandsfähig. Eine römische Patrouille, die den Kampf wahrnimmt, zieht sich zunächst vorsichtig wieder in ihr Lager zurück. Als ein Neuling gegenüber dem Kommandanten ausplaudert, dass am Strand gekämpft wird, schickt dieser die Patrouille wieder zurück. Die Römer werden nun sowohl von den Galliern als auch von den Normannen verprügelt, was schließlich Olaf Maulaf auf den Plan ruft, der gerade im Zelt sein Wildschwein à la crème verzehrt. Er erklärt Asterix und Obelix, zu welchem Zweck er Grautvornix hat entführen lassen. Asterix erklärt sich bereit, als Geisel bei den Normannen zu bleiben, bis Obelix etwas herangeschafft habe, das den Normannen ganz bestimmt Angst einflößen werde.
Maulaf ist damit einverstanden und Obelix macht sich auf den Weg, um Troubadix ins normannische Lager zu bringen. Doch Troubadix hat sich, ermuntert durch Grautvornix' Lob, auf den Weg nach Lutetia gemacht, um dort eine große Karriere zu starten. Obelix kann seiner Spur leicht folgen, weil seine Gesänge überall Panik und Verwüstungen angerichtet haben. Schließlich holt er den Barden ein und kann ihn bereden, zu Grautvornix' Rettung zurückzukehren.
Dies hat allerdings so viel Zeit gekostet, dass die Normannen ungeduldig geworden sind. Grautvornix steht bereits an der Kante der Steilküste und bekommt Fluganweisungen, als er endlich versteht, dass er den Normannen nur Angst einzujagen braucht, um freizukommen. Doch seine Versuche, sie mit Grimassen zu ängstigen, lösen nur Gelächter aus. In dem Moment, in dem sie ihn von der Klippe stoßen wollen, befreit sich Asterix von seinen Fesseln und greift die Normannen an. In diesem Augenblick treffen auch Obelix und Troubadix ein. Grautvornix schöpft schlagartig Mut und beteiligt sich an der Prügelei – doch die Normannen sind ja nicht angereist, um sich zu prügeln. Sie unterbrechen den Kampf, um sich endlich in die Kunst des Angsthabens einweisen zu lassen. So kommt Troubadix zu seinem Auftritt vor den Normannen – man hat ihm nämlich eingeredet, diese seien angereist, um altes gallisches Liedgut zu hören – und freut sich auf seine One Man Show. In der Tat gelingt es ihm durch seinen Gesang, bei den Normannen alle Symptome der Angst auszulösen. In dem Glauben, nun fliegen zu können, stürzen sie sich, wild mit den Armen flatternd, von der Steilküste ins Meer und erreichen schwimmend ihr Schiff. Dort soll später der Ausguck Ganzbaf eine Flugvorführung geben, stürzt aber einfach vom Mastkorb aufs Deck. Die Normannen verzichten darauf, nochmals nach Gallien zurückzukehren, um zu überprüfen, ob sie hereingelegt wurden, und machen sich auf den Heimweg. Unterwegs gelingt es ihnen, die neu erlernte Angst zu bezähmen, was als erste die Piraten zu spüren bekommen, die ihnen auf dem Meer in die Quere kommen.
Der Abzug der Normannen und Grautvornix’ gewonnener Mut werden im Dorf mit einem Bankett gefeiert.

### Bezüge innerhalb der Reihe
Mit den Normannen tritt erstmals ein weiteres germanisches Volk in den Asterix-Comics auf, nachdem bisher nur allgemein „Germanen“ (grenznahe Stämme) sowie die Goten vorkamen. Später kommen noch die Markomannen dazu.
Bekanntlich liebt Obelix’ Hund Idefix Bäume über alles und fängt jedes Mal an zu jaulen, wenn ein Exemplar entwurzelt wird. Obelix nimmt darauf in diesem Band wenig Rücksicht und reißt bzw. tritt zwei Bäume um. Einen weiteren Auftritt hat Idefix in diesem Band, als Obelix ihn auf die Spur des verschwundenen Troubadix ansetzt. Da er jedoch nur auf Hinkelsteine dressiert worden ist, führt Idefix sein Herrchen in den Steinbruch statt auf die Straße nach Lutetia.
In der Regel wird zur Abhaltung des abschließenden Banketts der Barde Troubadix geknebelt und gefesselt. Diesmal findet ein Rollentausch statt. Troubadix darf mitfeiern und sein Erzfeind Automatix, der seine Gesangseinsätze sonst zu verhindern pflegt, hängt gefesselt und mit Petersiliensträußchen in den Ohren an einem Ast.

### Moderne Bezüge
Die Darstellung der Landung der Normannen an der gallischen Küste erinnert an Aufnahmen von der Landung in der Normandie am D-Day während des Zweiten Weltkriegs. Sie trinken mit Vorliebe Calva, womit offenbar Calvados gemeint ist, aus den Schädeln ihrer Opfer. Als Grautvornix am Strand vertäut werden soll, befiehlt Maulaf, „schöne normannische Löcher“ in den Sand zu graben. Damit zitiert er die französische Redewendung „faire le trou normand“ für den Brauch, zwischen den Gängen einer üppigen Mahlzeit einen Calvados zu trinken. Außer Calvados wird eine weitere Ernährungsgewohnheit der französischen Normandie scherzhaft behandelt, nämlich die Zubereitung von Speisen à la crème.
Rohrpostix, der Postbote, befördert die in Stein gemeißelten Botschaften wie ein moderner Briefträger in seiner Umhängetasche und trägt auch eine Art Postuniform.
Grautvornix trägt eine Art Blue Jeans und führt die Dorfbewohner in den Zeitgeist der Jugendlichen der 1960er Jahre ein. Sein Sportwagen ist eine Anspielung auf die in Mailand angesiedelte italienische Autoindustrie und die mitunter zweifelhafte Qualität mancher Produkte. Die rote Lackierung ist kein Zufall. Troubadix macht er Hoffnungen auf eine Karriere im Olympix in Lutetia, eine Anspielung auf die Olympia Hall.
Im Römerlager wird über jede Aktion ein in Marmor gehauener Bericht in dreifacher Ausfertigung erstellt, eine Anspielung auf den großen Verwaltungsaufwand in vielen Institutionen.

### Anachronismen
Einen Anachronismus stellt ein Verkehrsschild dar, das auf die Unebenheiten der Straße nach Lutetia (Paris) hinweist.

### Historischer Hintergrund
Maulaf erklärt, nicht zur Eroberung Galliens angereist zu sein, dies würden seine Nachfahren besorgen. Damit wird auf die mittelalterlichen Überfälle der Wikinger bis hin zur Gründung der Normandie durch Rollo angespielt, vielleicht auch auf den englischen König Edward III. und den Hundertjährigen Krieg zwischen England und Frankreich im 14. Jahrhundert.
Die Darstellung der Normannen entspricht verbreiteten Vorstellungen von Wikingern, etwa durch die bekannten Hörnerhelme, hat allerdings wenig mit der tatsächlichen Erscheinung zu tun. Tatsächlich trugen Krieger der Wikingerzeit Spangen- und Brillenhelme, besser begüterte Personen besaßen zudem Kettenhemden.
Bei der Vorstellung der Normannen wird Thor als „Gott des Krieges, dem nur Brandschatzung und Mord gefallen“ bezeichnet. Dies entspricht nicht dem Wesen des Gottes, der vor allem von der bäuerlichen Bevölkerung Skandinaviens als Gewittergott und Beschützer der Menschen vor den Riesen verehrt wurde. Vielmehr ist es der Gott Odin, der als Kriegsgott galt und vor allem von Kriegern verehrt wurde, wobei dies nur einen seiner vielen Aspekte darstellt, hauptsächlich ist Odin Gott der Magie und Weisheit.

## Veröffentlichung
Dieses Comic wurde zunächst in den Heften 340–361 des Pilote 1966 gedruckt, erschien als Buch erstmals 1967 bei Dargaud und stellte den neunten Band der Reihe dar. Neuauflagen der französischen Originalausgabe erscheinen seit 1999 bei Hachette. Die deutschsprachige Buchausgabe kam erstmals 1971 im Ehapa Verlag heraus; zuvor war Asterix bei den Normannen schon in den Heften 9–16 von MV Comix im Jahr 1968 erschienen. 2002 erhielt der Band ein neues Titelbild. Es gibt nur eine Mundart-Ausgabe, nämlich in Nordniederdeutsch.